# باشگاه فوتبال گوسپورت بورو
باشگاه فوتبال گوسپورت بورو (به انگلیسی: Gosport Borough Football Club) یک باشگاه فوتبال در شهر گوسپورت، کشور انگلستان است که در سال ۱۹۴۴ میلادی تأسیس شده‌است.